# Рястка зігнута
Рястка зігнута або дугоподібна (Ornithogalum arcuatum) — вид однодольних квіткових рослин з родини холодкових (Asparagaceae).

## Поширення
Вид зростає у Криму, на Донецькому кряжі, на Кавказі, у горах Туреччини, Ірану й Іраку.

## Опис
Це трав'яна багаторічна цибулинна рослина заввишки 50–80 см. Листки лінійні, завдовжки 40–50 см, завширшки до 10 см. Суцвіття велике, багатоквіткове. Листочки оцвітини лінійні, тупуваті, молочно-білі, вузька зелена смужка з їхнього зовнішнього боку іноді спостерігається лише у верхній частині або, частіше, зовсім відсутня. Плід — тригранна коробочка, прямовисна. Насіння овально-яйцеподібне.